# Danaus cleophile
Danaus cleophile (лат.) — вид бабочек из семейства нимфалид (Nymphalidae). Распространён на островах Гаити и Ямайка (Карибское море). Согласно данным МСОП, состояние природных популяций вызывает небольшие опасения (англ. near threatened).